# Апетёнок, Павел Владимирович
Павел Владимирович Апетёнок (бел. Павел Уладзіміравіч Апяцёнак; род. 21 марта 2007, Боровляны, Минская область) — белорусский футболист, защитник минского «Динамо».

## Карьера
Воспитанник футбольной академии минского «Динамо». В 2023 году стал выступать за дублирующий состав минского клуба. В начале 2024 года был переведён в основную команду клуба. Дебютировал за клуб 31 марта 2024 года в матче против «Минска», выйдя на поле в стартовом составе. Затем в мае 2024 года отправился выступать за «Динамо-2» в Первую лигу. Первый матч сыграл 3 мая 2024 года против «Островца», выйдя на поле в стартовом составе. Первым результативным действием за клуб отличился 3 июня 2024 года в матче против «Энергетика-БГУ», отдав голевую передачу. В июле 2024 года  вместе с основной командой отправился на квалификационные матчи Лиги чемпионов УЕФА и Лиги Европы УЕФА, где по итогу квалифицировались в Лигу конференций УЕФА, однако сам футболист оставался на скамейке запасных. Дебютным забитым голом за вторую команду отличился 5 октября 2024 года в матче против «Лиды». Вместе с основной командой клуба досрочно стал победителем чемпионата Беларуси. В рамках общего этапа Лиги конференций УЕФА минский клуб не смог выйти в раунд плей-офф.
Новый сезон начал с победы за Суперкубок Беларуси, где 22 февраля 2025 года победили гродненский «Неман», однако сам футболист остался на скамейке запасных. Первый свой матч в сезоне сыграл 30 марта 2025 года против жодинского «Торпедо-БелАЗ», выйдя на поле в стартовом составе. Затем сыграл матч 6 апреля 2025 года за «Динамо-БГУФК» против клуба АБФФ U-17, выйдя на поле в стартовом составе. В июле 2025 года вместе с клубом отправился на квалификационные матчи Лиги чемпионов УЕФА. Первый матч в рамках еврокубкового трунира сыграл 31 июля 2025 года в рамках ответной встречи второго квалификационного раунда Лиги конференций УЕФА против албанской «Эгнатии». Дебютным забитым голом за клуб отличился 8 августа 2025 года в матче против жодинского «Торпедо-БелАЗ». В августе 2025 года появилась информация, что к футболисту имеется интерес со стороны бельгийского «Андерлехта» и итальянского «Кальяри».

## Международная карьера
Начинал международную карьеру в составах юношеских белорусских сборных  до 15 лет и до 16 лет. В марте 2023 года получил вызов в юношескую сборную Беларуси до 17 лет для участия в квалификационных матчах юношеского чемпионата Европы. Дебютировал за сборную 22 марта 2023 года в матче против сборной Сербии, также отличившись дебютным забитым голом. В июне 2024 года получил вызов в юношескую сборную Беларуси до 19 лет, за которую дебютировал в товарищеских матчах против молодёжной сборной Таджикистана. В ноябре 2024 года вместе со сборной отправился на квалификационные матчи юношеского чемпионата Европы.
В мае 2025 года футбоист получил вызов в национальную сборную Беларуси.

## Достижения
«Динамо» Минск 
- Чемпион Беларуси: 2024
- Обладатель Суперкубка Беларуси: 2025